# Allodapula rozeni
Allodapula rozeni är en biart som beskrevs av Michener 1975. Allodapula rozeni ingår i släktet Allodapula och familjen långtungebin. Inga underarter finns listade i Catalogue of Life.